# Schulsystem in der Volksrepublik China

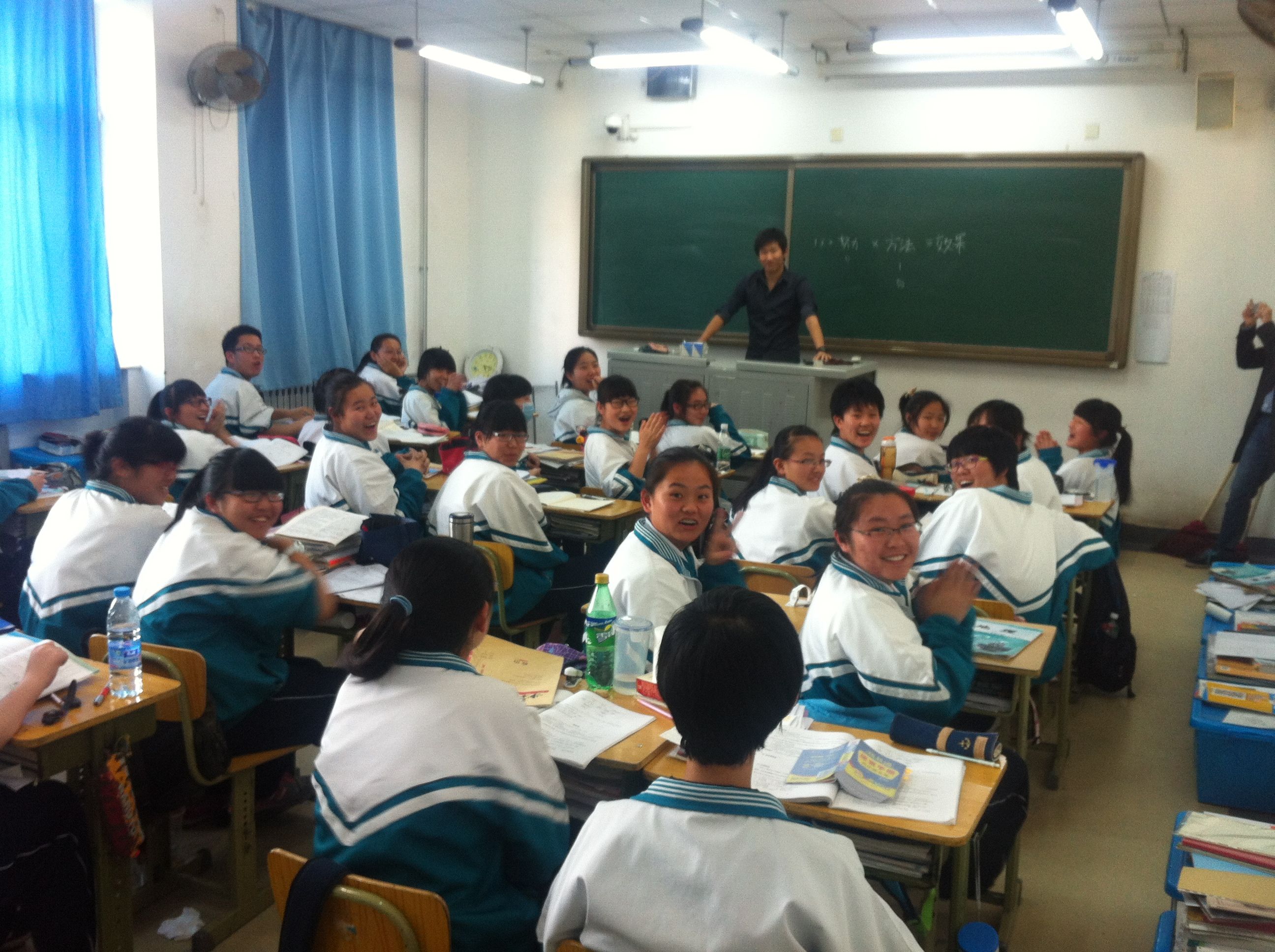
Klasse in einer Pekinger Mittelschule; 2014

Das Schulsystem in der Volksrepublik China umfasst Vorschulen, Grundschulen (小学, Pinyin: xiǎoxué) und Sekundarschulen (中学, zhōngxué), die insgesamt mindestens neun und höchstens zwölf Jahre lang besucht werden, sowie Universitäten. Neben den öffentlichen Schulen ist in der Volksrepublik China ein umfangreiches Netz von Privatschulen (私立学校, sīlì xuéxiào) entstanden.

## Geschichte

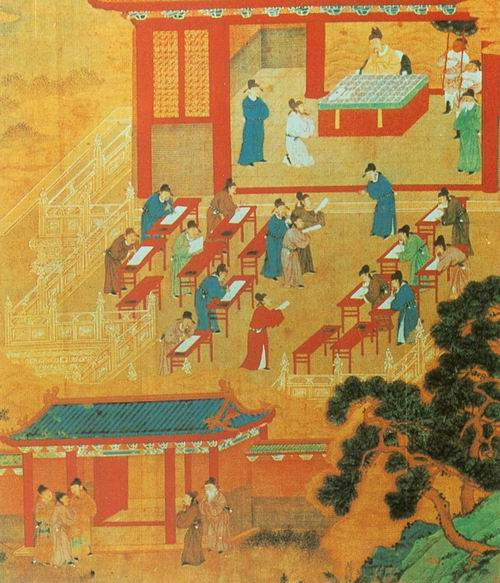
Beamtenprüfung in der Song-Dynastie; Illustration aus dem 11. Jahrhundert

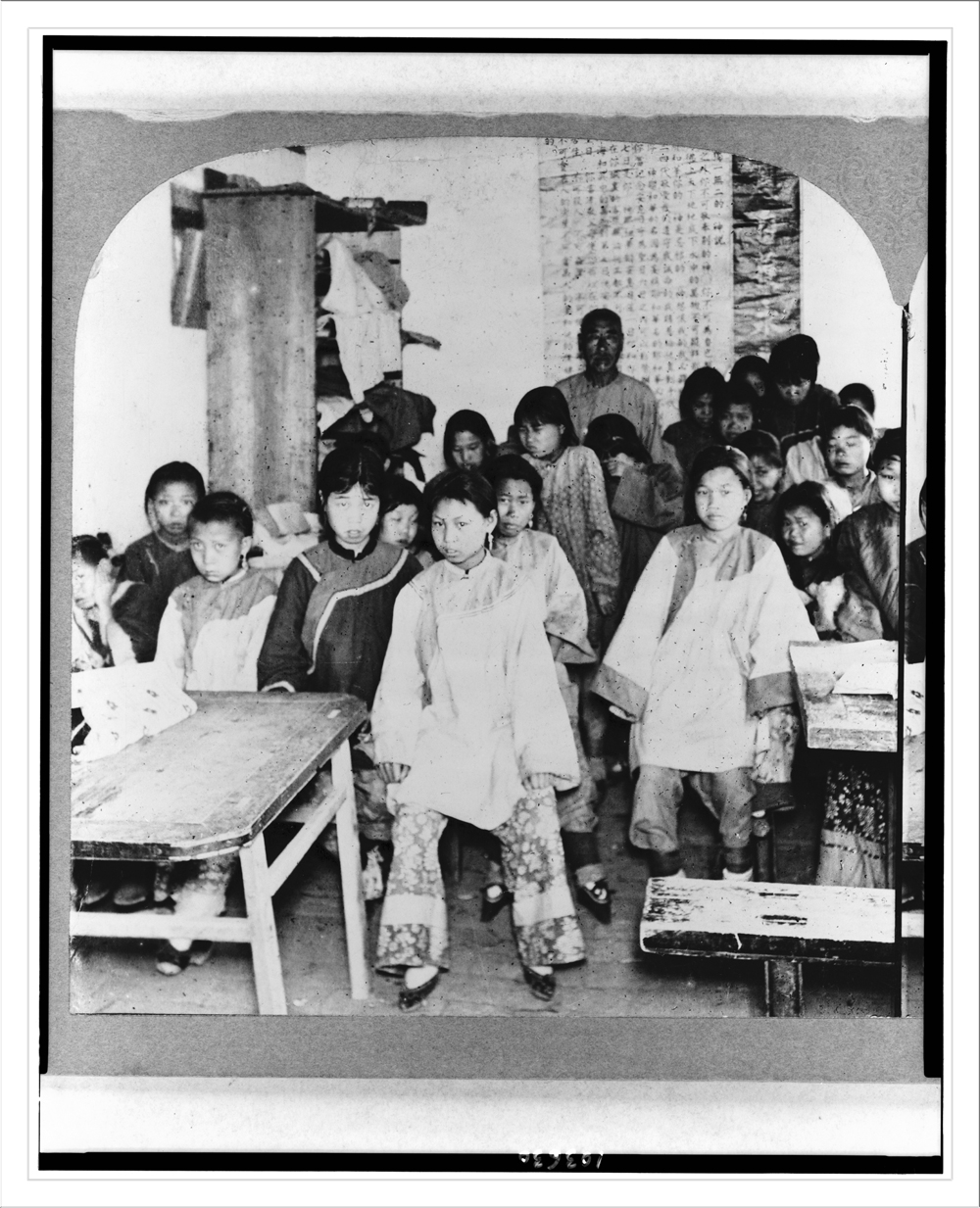
Mädchenschule in Che-foo im ehemaligen Kolonialgebiet Kiautschou; ca. 1902

China wird gemeinhin als eine der ältesten Zivilisationen und Hochkulturen der Menschheit bezeichnet. Bereits während der Shang-Dynastie (ca. 1600–1046 v. Chr.) bestand ein Bildungswesen. Die Erziehung war traditionell von der konfuzianischen Philosophie geprägt. Ab dem 9. Jahrhundert existierten nachweislich staatliche Akademien (Shuyuan), die Bildung auf universitärem Niveau anboten. Zudem fungierten daoistische und buddhistische Klöster als Bildungseinrichtungen. Die chinesische Beamtenprüfung diente im Kaiserreich China dazu, eine Bildungselite zu generieren, die den Status quo auf Basis konfuzianischer Vorstellungen erhalten konnte. Der soziale Aufstieg über Bildung stand im Prinzip jedem offen, eine Schulpflicht gab es hingegen nicht. Theoretisch konnte seit dem 11. Jahrhundert jeder Bauer zum höchsten Minister des Reiches aufsteigen, was dieses System zu einer Meritokratie machte. In der jahrhundertelang vorherrschenden Ständeordnung Europas sollte es bis ins späte 19. Jahrhundert hinein dauern, bis sich bei der Besetzung öffentlicher Ämter ähnliche Grundsätze durchsetzen konnten.
Im Zuge der Unterwerfung und Aufteilung Chinas in Einflusssphären europäischer Großmächte kam das Bildungswesen ab Mitte des 19. Jahrhunderts nahezu vollständig zum Erliegen. Gegen Ende des Kaiserreiches waren nach vorsichtigen Schätzungen 80 Prozent der Bevölkerung Analphabeten. Eine der wenigen Ausnahmen stellte das deutsche Kolonialgebiet auf der Shandong-Halbinsel (Kiautschou) mit bildungspolitisch aktiven Ambitionen dar. Mittels großzügiger Schulangebote wurde eine langfristige wirtschaftliche Prosperität der Kolonie und eine Akzeptanz unter der chinesischen Bevölkerung angestrebt, die indirekt zur Stabilisierung der Fremdherrschaft beitragen sollte.
Erst nach der Wiedervereinigung Chinas (1928) konnte die Kuomintang mit einer landesweiten Schulreform beginnen. Bildung wurde ab diesem Zeitpunkt als ein Teil des Nationsbildungsprozesses und der wirtschaftlichen Entwicklung verstanden. Die Ziele konnten jedoch aufgrund des Chinesischen Bürgerkrieges nicht umgesetzt werden. Nach dem Sieg der Kommunisten und der Gründung der Volksrepublik China wurde eine allgemeine Schulpflicht nach dem Vorbild der Sowjetunion eingeführt, die zunächst nur die Grundschule betraf. Später halfen sowjetische Berater beim Aufbau eines Universitätswesens. Unterrichtsmaterialien wurde übersetzt aus der Sowjetunion importiert und der Fächerkanon sowohl an Schulen als auch an Universitäten an dem des sowjetischen Bildungswesens ausgerichtet.
Obwohl das Analphabetentum sich als Hindernis für die Verbreitung der Ideologie der Kommunistischen Partei Chinas erwies, konnte trotz großer Anstrengungen zunächst kein flächendeckendes Schulsystem etabliert werden. Es entstanden individuelle Bildungsprogramme, darunter unter anderem Winterschulen, in denen von 1949 bis 1951 mehr als 60 Millionen Bauern eingeschrieben waren. Mao Zedong förderte Bildung; sein Enthusiasmus, dem sowjetischen Vorbild zu folgen, hielt jedoch nur bis Mitte der 1950er Jahre an und endete mit dem chinesisch-sowjetischen Zerwürfnis.
Während des „Großen Sprungs nach vorn“ wurden überall landwirtschaftliche Mittelschulen sowie sogenannte Arbeits- und Lernschulen eingerichtet, in denen jeder Schüler oder Student dazu angehalten war, nicht nur zu lernen, sondern auch zu arbeiten, beispielsweise in schuleigenen Gärten oder Fabriken. 1965 besuchten rund 85 Prozent der sechs- bis zwölfjährigen Chinesen eine Grundschule. Bei dieser Entwicklung konnte die Lehrerausbildung nicht Schritt mit der gestiegenen Schülerzahl halten. Ein erhöhter Bildungszugang bedeutete gleichzeitig eine Verschlechterung der Bildungsstandards. Zudem akzeptierte die Bevölkerung die neu eingeführten landwirtschaftlichen Mittelschulen kaum. Auf Hochschulebene nahmen die Neugründungen und die Studierendenzahlen zu. Beides erwies sich als nicht dauerhaft.
Die zehn folgenden Jahre der Kulturrevolution bedeutete für die Bildung einen massiven Rückschritt. Zwischen 1966 und 1969 waren praktisch alle Schulen des Landes geschlossen. Die dadurch beschäftigungslos gewordenen Schüler und Studenten wurden zu einem großen Teil in politische Programme eingebunden. Universitäten öffneten erst wieder zwischen 1970 und 1972. Sie führten zunächst keine normalen Eingangsprüfungen durch, sondern nahmen vorzugsweise solche Bewerber auf, die sich politisch empfohlen hatten. Damit sollte eine Elitenbildung verhindert werden. Die bis dahin vier- oder fünfjährige Hochschulausbildung wurde auf drei Jahre verkürzt, wobei die Studenten einen Teil dieser Zeit mit körperlicher Arbeit verbringen mussten. Bewerbungsvoraussetzung war für die meisten Hochschulbesucher ein zweijähriger Arbeitseinsatz in der Landwirtschaft.
Erst Maos Tod 1976 ermöglichte das Ende der Kulturrevolution. Im Zuge der Reform- und Öffnungspolitik erfolgten ab 1978 mehrere Schulreformen. Die Schulzeit wurde sukzessive auf zwölf Jahre erweitert und der zweijährige Arbeitseinsatz für Hochschulbewerber entfiel. Spätestens ab Mitte der 1980er investierte der chinesische Staat immense Summen in sein Bildungssystem. Im Mai 1985 veröffentlichte das Zentralkomitee der Kommunistischen Partei Chinas einen „Beschluss über die Reform des Bildungswesens“, der die Grundlage für das in der Volksrepublik China bis heute bestehende Schulsystem bildet. 1986 folgte ein Gesetz, das eine allgemeine neunjährige Schulpflicht festschrieb. Weitere Schulreformen schlossen sich 1996, 1999 und 2006 an.

## Gegenwärtiges Schulsystem

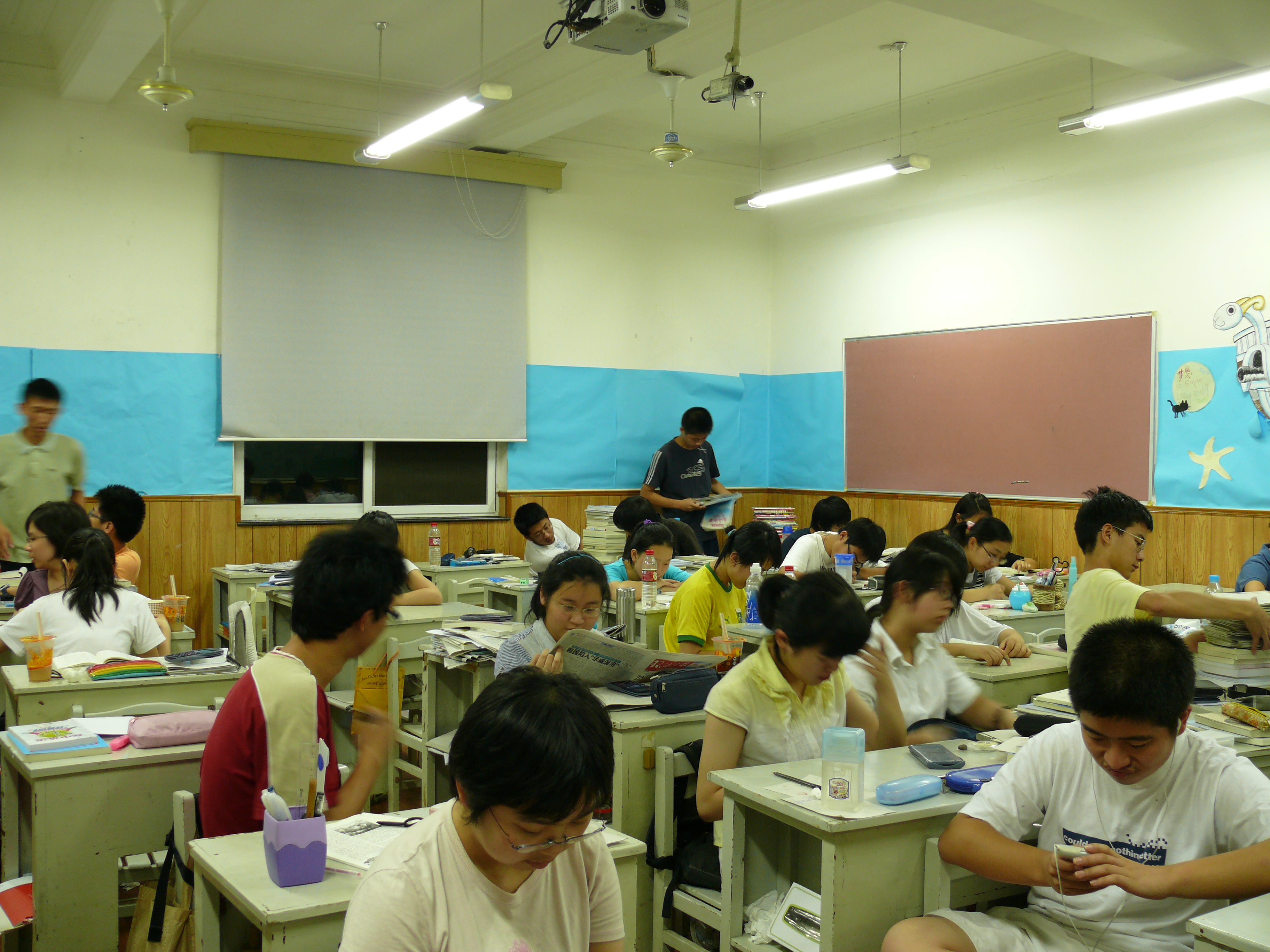
Selbststudium in einer Shanghaier Mittelschule; 2008

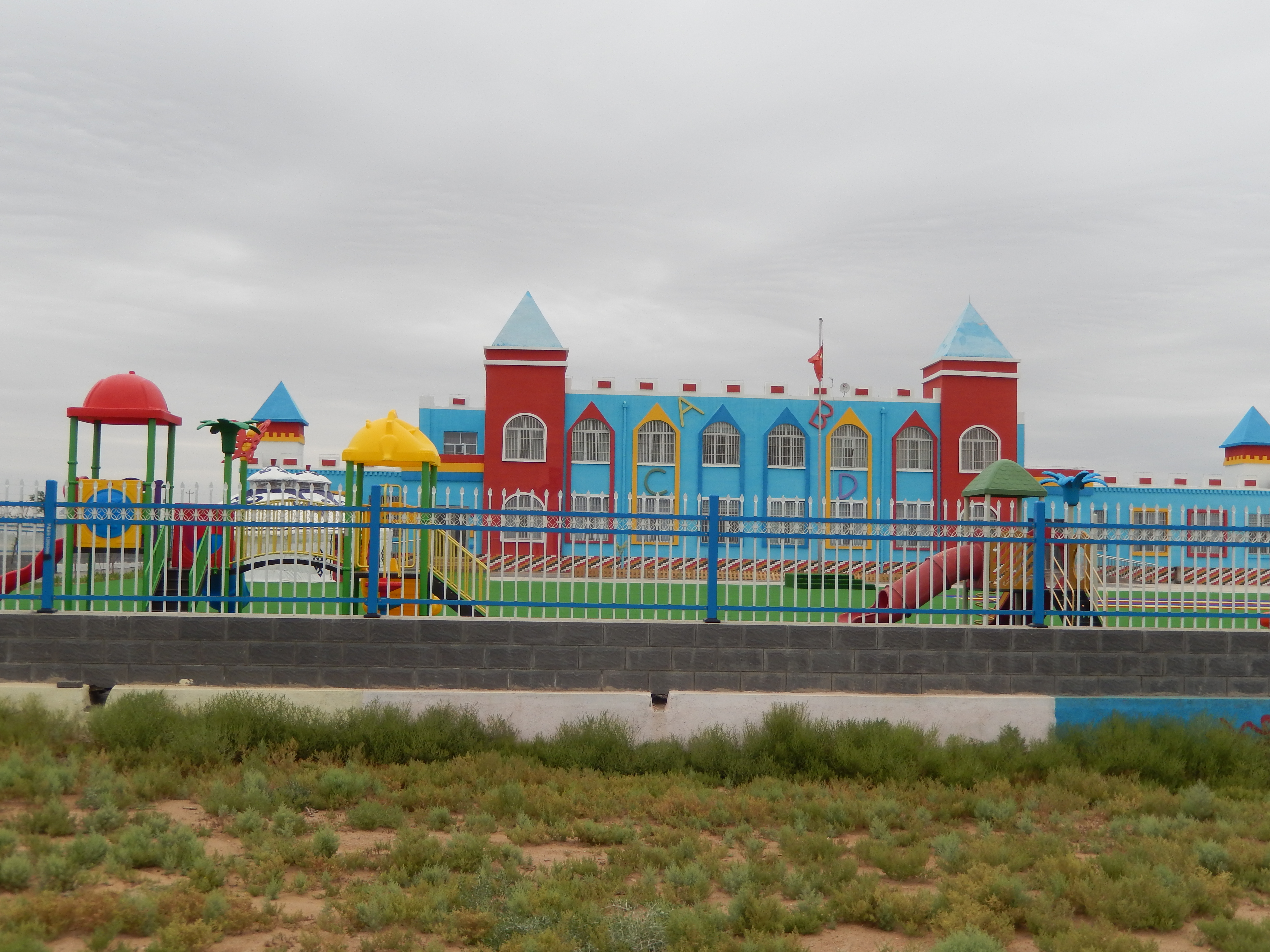
Ganztagsschule im Wuhai-Distrikt, Autonome Region Innere Mongolei; 2016

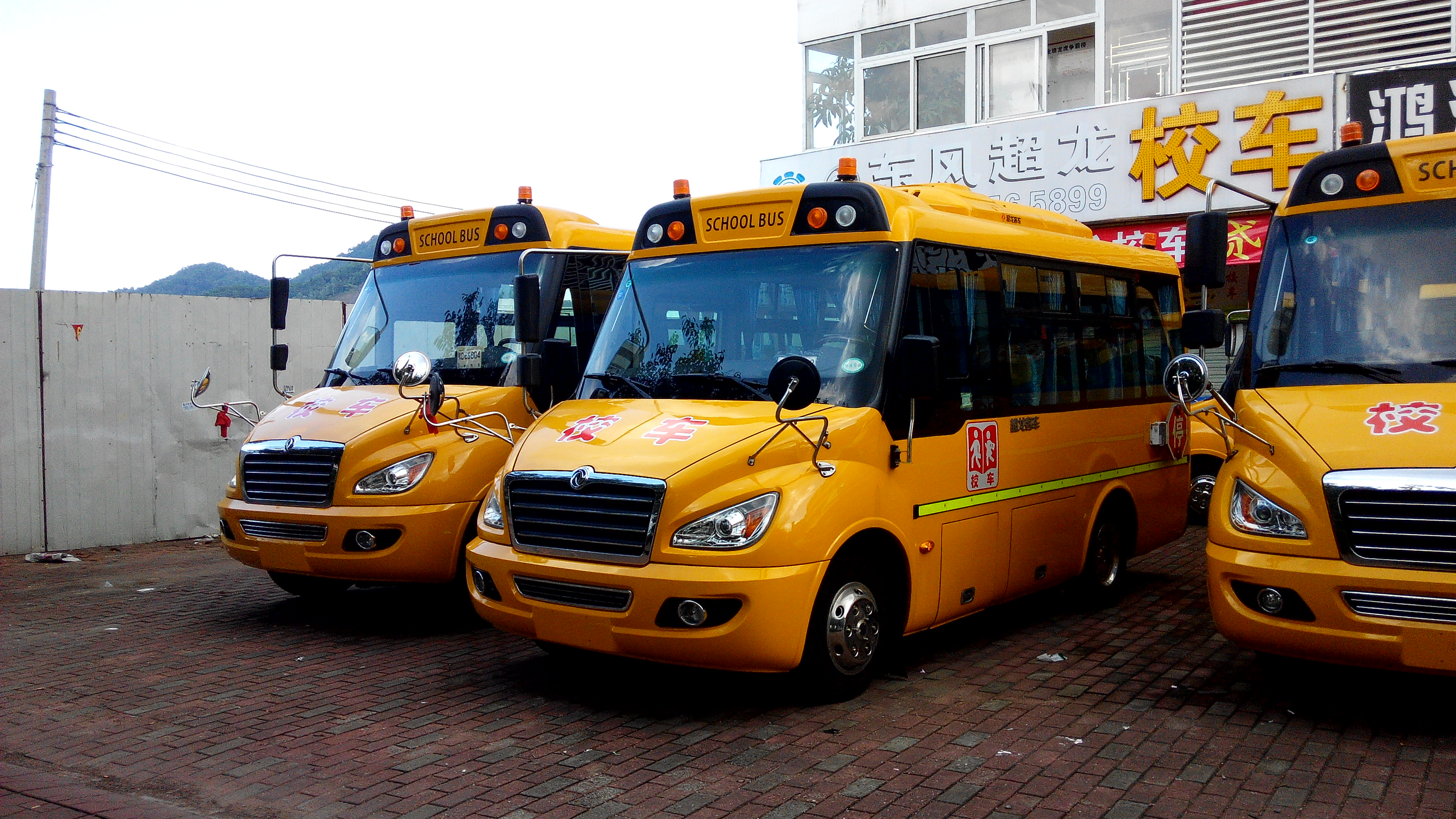
Chinesische Landschulbusse; 2016

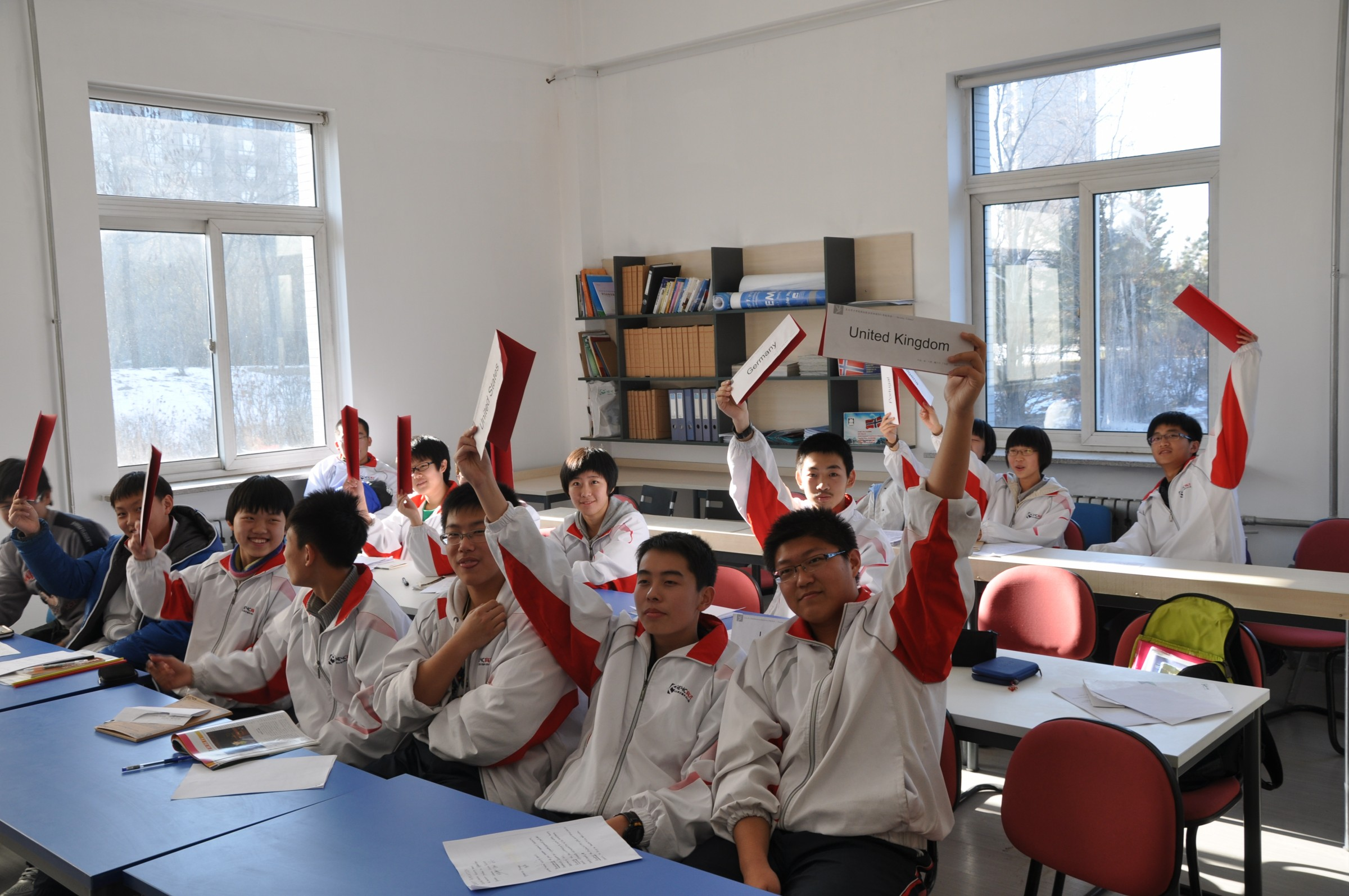
Englischunterricht in einer Klasse der Yucai-Schule in Chongqing, Provinz Sichuan; 2015

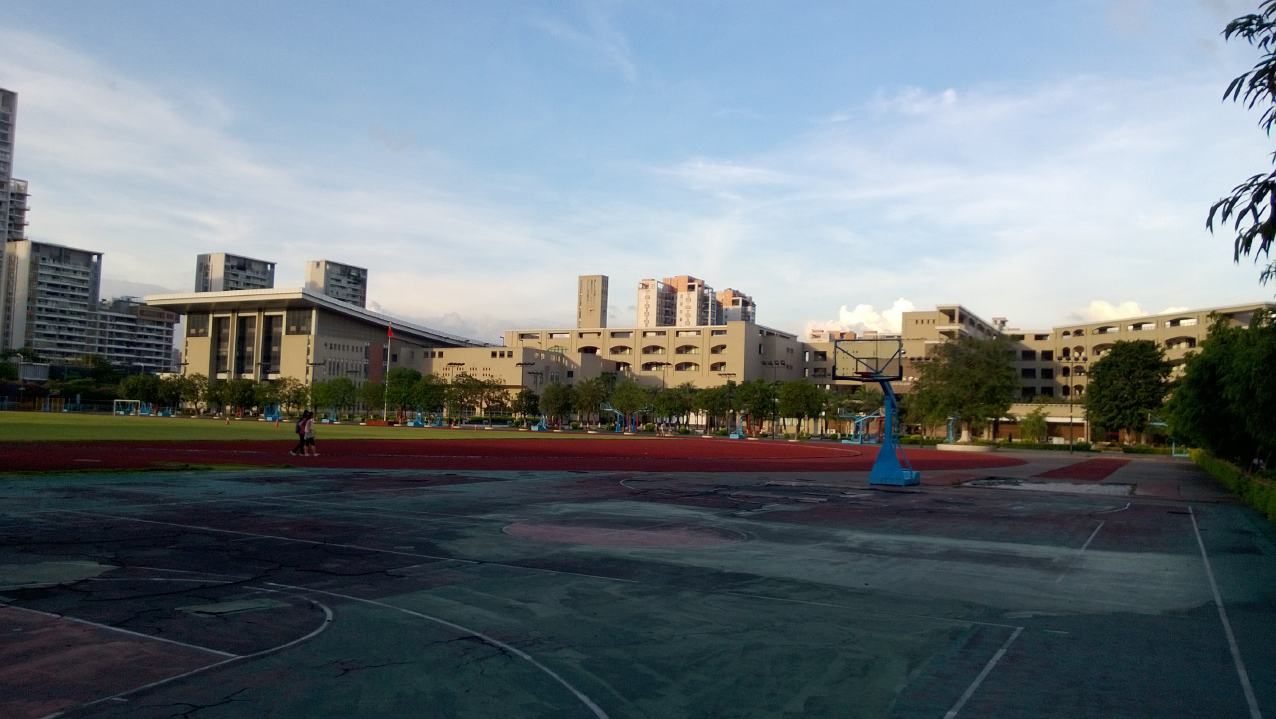
Gelände einer Mittelschule in Foshan, Südchina; 2013

Die Verwaltung des chinesischen Bildungssystems ist dezentralisiert, alle Provinzen und Autonomen Regionen besitzen starke Mitspracherechte. Oberste Bildungsbehörde, welche die Rahmenkompetenz für Strukturen im Schul- und Hochschulwesen ausübt, ist das Ministerium für Bildung. Auf Grundlage der verfassungsrechtlich garantierten Autonomierechte der Provinzen wurden die Befugnisse des Ministeriums in Peking bereits in den 1990er Jahren reduziert. Ähnlich wie in der Wirtschaftsverwaltung fand in der Bildungsverwaltung der Volksrepublik China eine starke Deregulierung statt: Kompetenzen wurden an untere Ebenen abgegeben, und diese können Bildung in finanzieller, personeller und inhaltlicher Hinsicht grundsätzlich autonom umsetzen.
Chinas Bildungssystem ist nach der International Standard Classification of Education standardisiert. Die Teilnahme an dem unter der Leitung der UNESCO stehenden weltweiten Bildungsprogramm „Education for All“ (EFA) ist Teil der Internationalisierung und Öffnung Chinas. 2001 hat die Volksrepublik China einen Alphabetisierungsgrad von 98 Prozent der Bevölkerung erreicht. Das vom Ministerium für Bildung 2006 reformierte Gesetz zur Schulpflicht wendet sich explizit gegen das Erheben von Schulgebühren für die Dauer der Schulpflicht, gleichfalls dürfen in keiner Provinz Extragebühren für zum Beispiel Nachhilfestunden an Schulen erhoben werden. Chinesische Städte und Regionen belegten in den letzten Jahren in den Top Ten der Ergebnis-Tabellen der PISA-Studien mehrere Spitzenplätze.

### Kindergärten
Der Besuch des Kindergartens ist freiwillig. Er kann im Alter von drei bis fünf Jahren beginnen und dauert bis zum sechsten oder siebten Lebensjahr. Kindergärten können ganztags, halbtags oder stundenweise besucht werden. Das pädagogische Ziel der Kindergärten besteht darin, die Kinder pädagogisch und sozial auf den Besuch der Grundschule vorzubereiten. Im Vordergrund steht eine altersgerecht emotionale Erziehung. Kindergartenlehrer besuchen vier Jahre lang eine berufsbildende Sekundarschule und unterrichten anschließend, jeweils zu dritt, Gruppen von etwa 35 Kindern.
Die Vorschulerziehung bleibt bei der gesetzlichen neunjährigen Pflichtschulbildung außen vor. Hauptträger der Einrichtungen ist grundsätzlich nicht der Staat, sondern Städte, Gemeinden, Kirchen, Betriebe und private Anbieter. In allen Einrichtungen muss das Erziehungspersonal über entsprechende Qualifikationen verfügen. Die Finanzierung ist in den Provinzen sowie Kommunen unterschiedlich und hängt von der Einrichtung ab. Gute Kindergärten fordern in den Städten hohe Gebühren. Im Allgemeinen hängen die Kosten stark vom Wohnort, dem Träger, dem Alter des Kindes, dem Betreuungsangebot und den Betreuungszeiten ab und werden von sozialen Aspekten, wie dem Einkommen oder der Kinderanzahl in den Familien, beeinflusst. Teilweise gewähren Arbeitgeber oder der Staat Zuschüsse. Auf dem Lande übernehmen die Provinzverwaltungen die Gebühren weitgehend zu einhundert Prozent. Betriebskindergärten sind zumeist ebenfalls kostenlos.

### Grundschule
Die Grundschulzeit dauert grundsätzlich sechs Jahre, in ländlichen Gegenden teilweise fünf. Das Einschulungsalter beträgt sechs oder sieben Jahre. Grundschulen sind in der Regel Ganztagsschulen. Die Anzahl der Schulstunden beträgt 26 bis 30 pro Woche, eine Unterrichtseinheit dauert 50 Minuten. Das Schuljahr ist in zwei Halbjahre aufgeteilt. Zu den Fächern gehören: Chinesisch, Mathematik, Sport, Naturwissenschaften, Musik und Kunst; ab der 3. Klasse wird Englisch unterricht erteilt. Es findet ein handlungsorientierter Unterricht und autonomes Lernen statt. Im Lernprozess soll dem Entwicklungspotenzial des Schülers Rechnung getragen und eine Entwicklung vom rein lehrerzentrierten Unterricht zum schülerzentrierten angestrebt werden. Schüler sollen sowohl Kenntnisse als auch Fähigkeiten, wie Unabhängigkeit (dulixing) und Autonomie (zhudongxing), entwickeln, um möglichst aktiv am Lernprozess teilzunehmen. Konfuzianische Lehrinhalte sind Teil des schulischen Bildungskonzeptes. An vielen chinesischen Schulen sind Schuluniformen Pflicht.

### Sekundarstufe
Die Sekundarbildung an den Mittelschulen ist aufgeteilt in drei Jahre Unterstufe und drei Jahre Oberstufe. Dies können allgemeinbildende und berufsbildende oder technische Mittelschulen sein. Zu den unterrichteten Fächern gehören: Chinesisch, Mathematik, eine Pflichtfremdsprache (meist Englisch), Physik, Chemie, Biologie, Technik, IT, Sport, Kunst, Musik, Ethik, Wirtschaftskunde, Geschichte und Erdkunde. Eine Unterrichtseinheit beträgt 45 Minuten; pro Woche 35 Unterrichtseinheiten. 
Für den Übergang von der Unterstufe der Mittelschule in die Oberstufe gibt es je Provinz einheitlich geregelte Abschluss- und Aufnahmeprüfungen. Der Unterricht in der Oberstufe der Mittelschule beträgt 35 Unterrichtsstunden pro Woche, wobei mindestens zwei zusätzliche Stunden wöchentlich im Selbststudium erwartet werden. Ab der 11. Klasse haben die Schüler der allgemeinbildenden Mittelschule die Möglichkeit zwischen einer naturwissenschaftlichen oder geisteswissenschaftlichen Richtung zu wählen. Die Unterschiede im Curriculum bestehen darin, dass in den geisteswissenschaftlichen Schwerpunktfächern bis zu acht Unterrichtseinheiten Politik, Ethik und Geschichte unterrichtet werden, im naturwissenschaftlichen Zweig hingegen Physik und Chemie überwiegen.
Das Gao Kao bezeichnet die Abschlussprüfung im chinesischen Sekundarsystem, die einen Eintritt in das Studium ermöglicht. Diese Prüfung ist die Abschlussprüfung der zwölfjährigen Schulbildung und somit vergleichbar mit dem Abitur in Deutschland. Prüfungsfächer sind: Chinesisch, Mathematik, eine Fremdsprache, Physik, Chemie, Politik, Geschichte, Geographie und Biologie. Die Notenskala folgt einem Punktesystem von 1 bis 100; bestanden ist ab einer Punktezahl von 60. Die Prüfungsfächer für die Aufnahmeprüfung an Universitäten sind die Kernfächer Chinesisch, Mathematik und Englisch. Dazu wählen die Schüler der naturwissenschaftlichen Richtung zwei Fächer aus den Fächern Physik, Biologie oder Chemie, die der geisteswissenschaftlichen Richtung zwei aus den Fächern Politik, Geschichte oder Erdkunde.
Neben den allgemeinbildenden Mittelschulen, die auf die Universitäten vorbereiten, gibt es berufsbildende sowie technische Mittelschulen. Diese speziellen Fachmittelschulen werden auf lokaler Kreis- oder Provinzebene geleitet. Darunter fallen unter anderem buddhistische Schulen sowie forstwirtschaftliche und landwirtschaftliche Einrichtungen. Die Schüler müssen neun Jahre Pflichtschulzeit absolviert haben und eine Aufnahmeprüfung bestehen. Die Dauer der anschließenden Ausbildung beträgt zwei bis vier Jahre. Die technischen Fachmittelschulen werden meist von großen Unternehmen direkt geleitet. Sie bilden beispielsweise Fachkräfte für die Stahlindustrie, Textilindustrie, Ölindustrie oder botanische Industrie aus. Außerdem bieten diese Schulen Ausbildungsmöglichkeiten für Angestellte oder Arbeiter auf der mittleren Ebene in den Bereichen Jura, Finanzen, Gesundheitswesen, Kunst und Sport. Die Dauer der Ausbildung beträgt drei Jahre. Anders als bei anderen Bildungseinrichtungen wird das Curriculum der technischen Schulen nicht von staatlichen oder lokalen Behörden festgelegt, sondern orientiert sich an den Bedürfnissen der jeweiligen Unternehmen. Die Auswahl der zukünftigen Schüler findet mittels Eignungstests der gewünschten Fachrichtung statt. Für die Sekundarstufe wird ein zahlenmäßiger Ausgleich an Schülern zwischen den allgemeinbildenden und berufsbildenden Mittelschulen angestrebt.

### Hochschulen

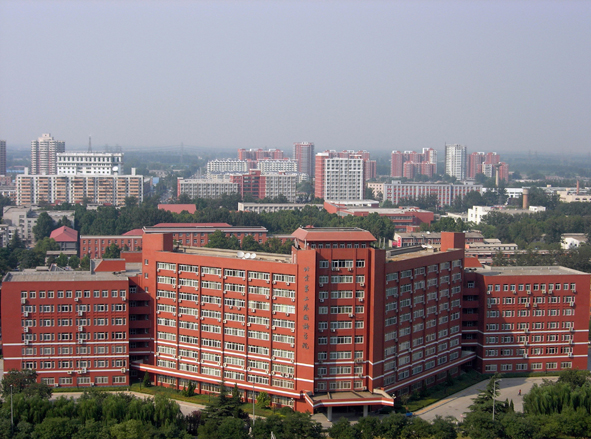
Universitätsgelände in Peking; 2006

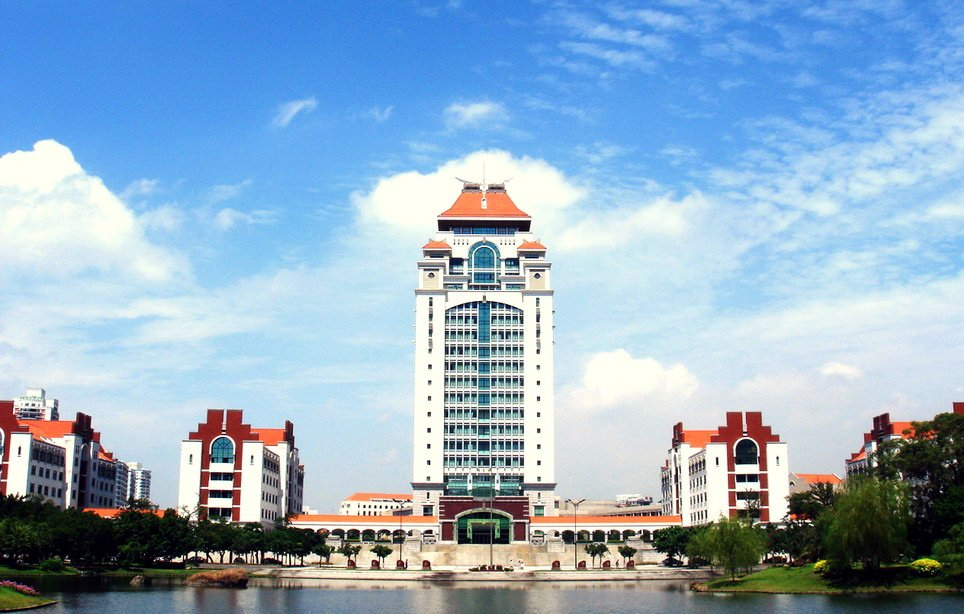
Campus der Xiamen-Universität; 2006

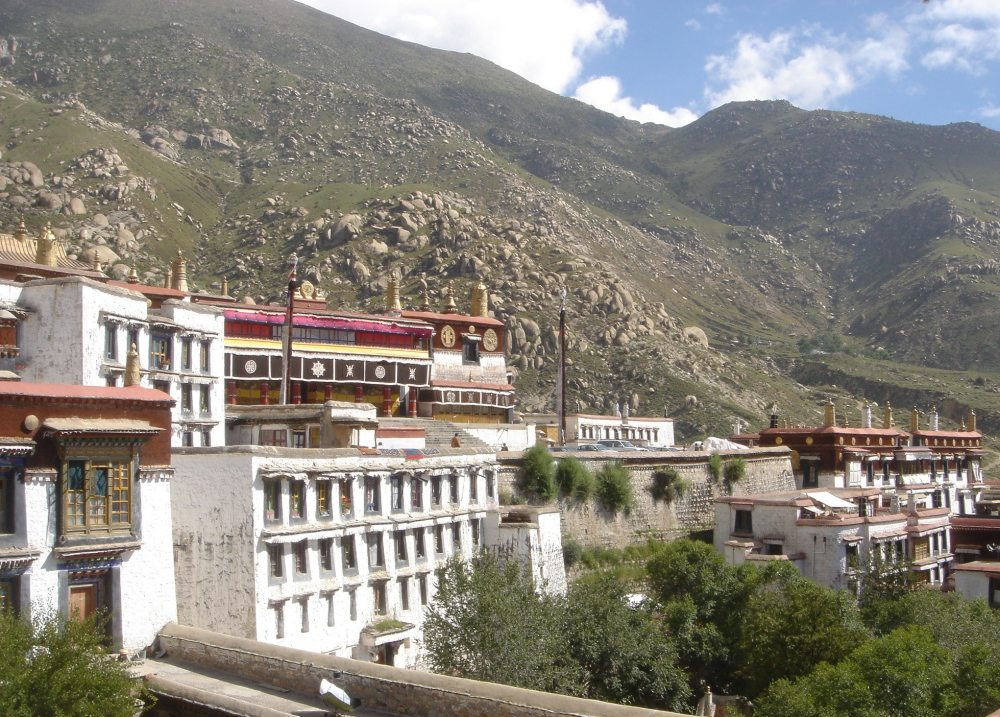
Kloster-Universität Drepung, eine der bedeutendsten Gelug-Schulen in Tibet; 2005

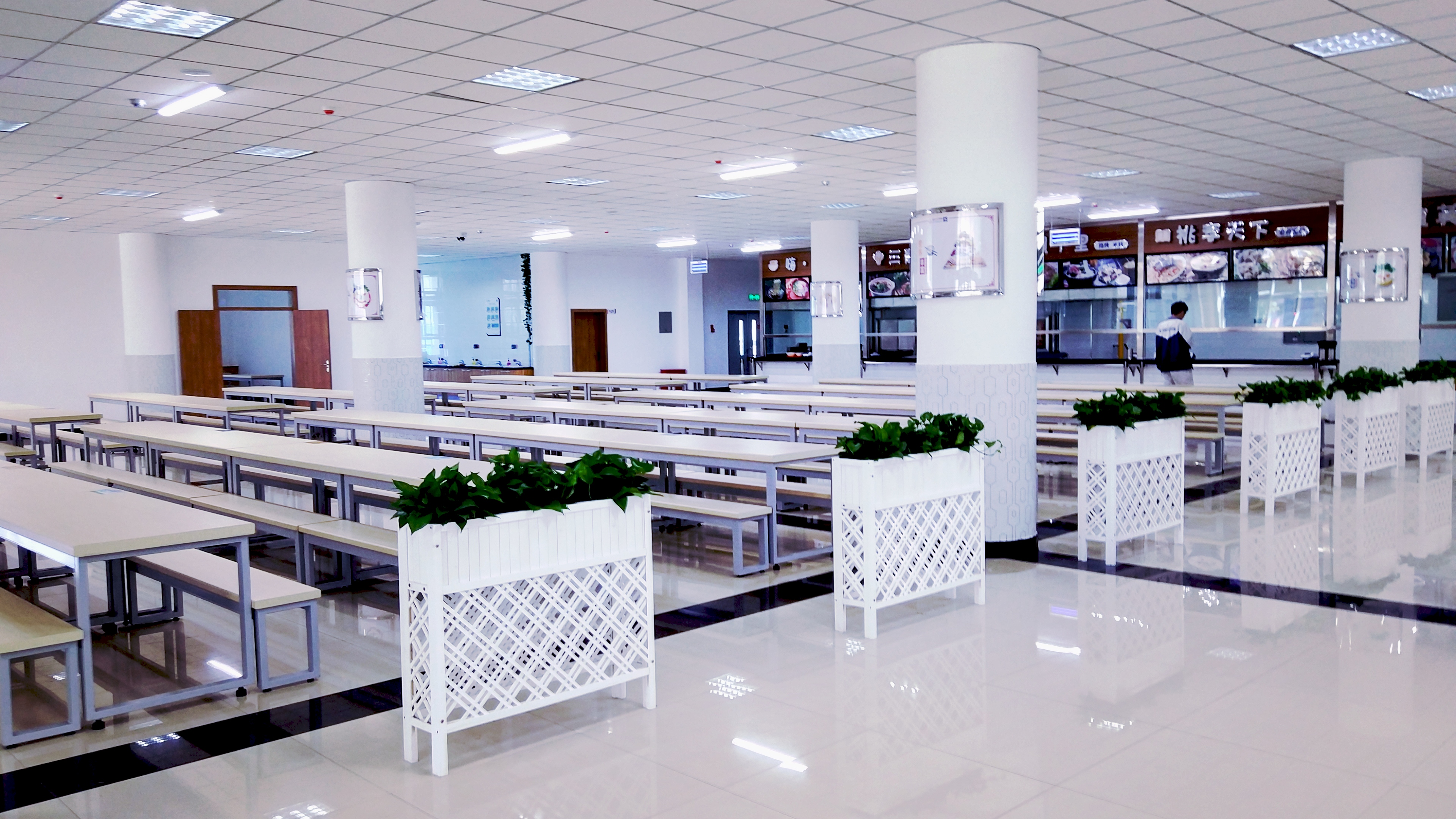
Mensa in der Universität Ürümqi, Autonome Region Xinjiang; 2017

1995 verabschiedete das chinesische Ministerium für Bildung das Projekt 211, bei welchem etwa einhundert Hochschulen speziell gefördert wurden, um im 21. Jahrhundert das Niveau westlicher Spitzenuniversitäten zu erreichen. Zu den weltweit als Spitzenuniversitäten anerkannten Hochschulen des Landes zählen zwischenzeitlich die:
- Universität Peking
- Tsinghua-Universität
- Chinesische Volksuniversität
- Fudan-Universität
- Jiaotong-Universität Shanghai
- Zhejiang-Universität
- Chinesische Universität für Wissenschaft und Technik
- Universität Nanjing
- Jiaotong-Universität Xi’an
- Sun-Yat-sen-Universität (Guangdong)

Nach der offiziellen Statistik des chinesischen Bildungsministeriums gab es 2015 in China 2.560 staatlich anerkannte Hochschulen (Universitäten und Colleges), 292 Institutionen für die Erwachsenenhochschulbildung und 813 weitere tertiäre Bildungseinrichtungen. Nur 75 Universitäten unterstehen direkt dem Bildungsministerium. Die Volksbefreiungsarmee und Chinas Verteidigungsindustrie führen die besten technologischen Universitäten des Landes, daneben arbeiten zivile Universitäten teils der Armee zu.
Der Besuch an Universitäten ist nicht an eine Parteimitgliedschaft gebunden. Dennoch sind die Zugangshürden unverändert hoch. Insbesondere an Elitehochschulen werden nur die besten Abiturienten aus jeder Provinz zugelassen. Zudem müssen alle Studenten Pflichtkurse in Marxismus, Maoismus, chinesischer und internationaler Politik sowie Wirtschaftspolitik der Gegenwart und Ethik belegen; dies gilt gleichfalls beispielsweise für Mathematikstudenten. Unter einigen Pflichtfächern kann die Teilnahme ausgewählt werden.
Bereits vor der Zugangsprüfung müssen die Schüler festlegen, welches Fach sie wo studieren wollen. Die Studienplatzvergabe erfolgt nach einem Punktesystem nebst Numerus clausus. Grundsätzlich ist das Hochschulstudium gebührenpflichtig, wobei es mehrere Möglichkeiten von Stipendien, Darlehen oder – insbesondere für die Landbevölkerung – des Erlasses von Studiengebühren gibt.
Seit den Bildungsreformmaßnahmen der 1990er Jahre müssen Universitäten verstärkt Finanzmittel einwerben, beispielsweise über Studiengebühren oder öffentliche Drittmittel. Trotzdem bleibt die Finanzierung von staatlicher Seite (Ministerien, Provinzregierungen) die Haupteinnahmequelle öffentlicher Einrichtungen. Der zweitgrößte Anteil entfällt auf Studiengebühren. Beispielsweise kostete 2016 ein Bachelorstudium, je nach Region und Prestige der Hochschule, zwischen 3.000 und 6.000 Renminbi (ca. 425 bis 850 Euro) pro Studienjahr. Zuwendungen von privater Seite für Universitäten sind in China keine Seltenheit: Laut dem Mercator Institute for China Studies spendeten Chinas hundert größte Philanthropen 2016 umgerechnet insgesamt 1,7 Milliarden Euro.
Zudem gibt es zahlreiche Kooperationen zwischen Hochschulen und Wirtschaft. Die Studierenden erhalten dadurch die Möglichkeit, an einem kooperierenden Unternehmen ein Praktikum zu absolvieren und dort später einen Arbeitsplatz zu bekommen. Die Hochschulen können zusätzliche Gelder sowie industrienahes Lehrpersonal akquirieren und finden in den Unternehmen potenzielle Verwertungspartner für ihre Forschungsergebnisse. Die beliebtesten fünf Fachrichtungen sind in der Reihenfolge: Ingenieurwissenschaften, Betriebswissenschaften, Naturwissenschaften, Kunst und Medizin. 2015 waren laut chinesischem Bildungsministerium insgesamt mehr als 42 Millionen Studierende an chinesischen Hochschulen eingeschrieben, davon rund 13.207.000 Ingenieur- und 11.380.503 BA- sowie MBA-Absolventen. Die Anzahl der eingereichten Patente 2015 in Naturwissenschaft und Technik betrug 801.135.

### Privatschulen
Bildungspolitisch fördert die Regierung der Volksrepublik China die Entwicklung des privaten Bildungssektors. Bereits in der Verfassung von 1982 wurde private Bildung wieder erlaubt. Privatschulen gibt es auf allen Ebenen des Bildungssystems. Zahlenmäßig ist der private Sektor in den letzten Jahren angestiegen, spielt aber im Vergleich zum staatlichen eine untergeordnete Rolle. Um den Besuch privater Schulen zu fördern, sind alle staatlichen Leistungen wie Stipendien, Studiendarlehen und andere Zuwendungen für Schüler privater Schulen genauso erhältlich, wie für Schüler öffentlicher Schulen. Ende 2016 existierten in China 171.000 Privatschulen, etwa 8.000 mehr als im Jahr zuvor. 48,25 Millionen Schüler besuchten diese Schulen, ein Anstieg von 2,54 Millionen.
In China besteht ein großer privater Sektor der außerschulischen Bildung einschließlich der Hausaufgabenhilfe und der Nachhilfe. Im Jahr 2021 kündigte die Regierung im Zuge einer Reihe weiterer Beschränkungen für Industrien in anderen Wirtschaftssektoren an, dass alle privaten Anbieter außerschulischer Bildung in Non-Profit-Unternehmen umgewandelt werden müssten.